# Pine Manor
Pine Manor – jednostka osadnicza w Stanach Zjednoczonych, w stanie Floryda, w hrabstwie Lee.